# Wapen van Ureterp

Wapen van Ureterp

Het wapen van Ureterp is het dorpswapen van het Nederlandse dorp Ureterp, in de Friese gemeente Opsterland. Het wapen werd in 1982 geregistreerd.

## Beschrijving
De blazoenering van het wapen luidt als volgt:
In zwart een gouden keper, beladen met een groen klaverblad, de keper van boven vergezeld van twee gouden molenijzers en van onderen van een aanziende ramskop.
De heraldische kleuren zijn: sabel (zwart), goud (goud), sinopel (groen) en zilver (zilver).

## Symboliek
De symbolen en kleuren op het wapen verwijzen allemaal naar het agrarische leven waardoor het dorp vroeger werd beheerst. Het bouwland lag op de schrale zandgrond tussen de Bûtewei en de Binnewei (de Weibuorren). Hierop werd voornamelijk rogge en boekweit verbouwd. Zodoende waren er ook molens in Ureterp. Ten zuiden van de Bûtewei lag de uitgestrekte heide, waar schapen- en bijenteelt werd uitgeoefend. Ten noorden van het dorp lag het veengebied waar in de 17e eeuw werd begonnen met de vervening. Hier ontstond het huidige Ureterp aan de Vaart. Heide en veen zijn ontgonnen en tot weiland gemaakt. Veeteelt is nu het belangrijkste middel van bestaan.
- Zwart veld: staat voor het veen dat aanwezig was rond het dorp.[3]
- Gouden keper: verwijzing naar de ligging van het dorp op een zandrug.[3]
- Klaverblad: symbool voor de landbouw in de omgeving van het dorp.[3]
- Schapenkop: verwijst eveneens naar de landbouw. De schapenhouderij was een belangrijk middel van bestaan voor boeren op veengrond. Schapen zorgden namelijk voor de mest die landbouw op ontgonnen veengrond mogelijk maakte.[3]
- Molenijzers: symboliseren de vele molens die het dorp rijk was.[3] Molenijzers dienden als verzegeling van de molensteen en waren dus belangrijke voorwerpen in de molen.

## Zie ook

Vlag van Ureterp